# Национално знаме на България
Националното знаме на България има правоъгълна форма и се състои от три цвята: бял, зелен и червен, разположени хоризонтално от горе надолу, като цветните полета са еднакви по форма и размери.

## Форма, цветове и размери
Формата и цветовете на националния флаг на България са записани в конституцията на Република България

Чл. 166.: Знамето на Република България е трицветно: бяло, зелено и червено, поставени водоравно от горе надолу.

По-подробно, формата, размерите и цветовете се определят от Закона за Държавния печат и Националното знаме на Република България
- Форма – правоъгълна със съотношение на широчина към дължина – 3:5. При вертикално окачено знаме, прикрепено към напречник, максималната му дължина може да достигне до пет широчини.
- Размери: 18 × 30 cm, 24 × 40 cm, 90 × 150 cm, 129 × 215 cm.
- Цветове:
  - бял – със степен на белота не по-малка от 80%,
  - зелен – номер 17 – 5936 ТС по скалата на Пантон-текстил или 347 U по скалата на Пантон за печат върху хартия[1]
  - червен – номер 18 – 1664 ТС по скалата на Пантон-текстил или 032 U по скалата на Пантон за печат върху хартия[1]

Стандартни образци за цветовете на националното знаме се съхранявят в Комитета по стандартизация и метрология.
Приблизителни стойности за други цветови модели:
| Цвят | Официален цветови модел | RGB цветови модел | HEX цветови модел |
| ---- | ----------------------- | ----------------- | ----------------- |
|      | Бял                     | (255, 255, 255)   | #ffffff           |
|      | Зелен                   | (0, 155, 117)     | #009B75           |
|      | Червен                  | (208, 28, 31)     | #D01C1F           |
|      |                         | (0, 0, 0)         | #                 |
|      |                         | (0, 0, 0)         | #                 |
|      |                         | (0, 0, 0)         | #                 |

## История

### Първо и Второ българско царство и първите години на Османското владичество
От „Отговорите на папа Николай до българите“ разбираме, че преди приемането на християнството българите са използвали конска опашка като военно знаме. След покръстването на България в България започват да се използват знамена, подобни на византийските. Но като цяло данните за българско знаме от времето на Първото и Второто българско царство са оскъдни.
- Знаме на Търновград от италианска карта, съставена от Анжелино Далорто през 1325 г.
- Знаме на Второто българско царство (при Иван Шишман) от средновековна карта, съставена от Гилем Солер през 1380 г.[4]

### През Възраждането
Първото знаме с цветовете зелено, бяло и червено, подредени в този ред хоризонтално, се използва през 1861 – 1862 г. от двете Български легии на Георги Раковски. По-късно четата на Филип Тотю носи знаме, в което трите цвята са в последователност червен, бял, зелен. Трицветно зелено, бяло и червено е и знамето на букурещкия БРЦК – подредбата на Раковски е може би под влияние на приятеля на Раковски Димитър Ценович, чиято дъщеря Любиша ушива двете знамена на комитета. Същото знаме носи и руско-българският доброволчески батальон в Сръбско-турската война от 1876. Знамето на Троянския комитет на ВРО от 1875 година е червено, зелено, бяло.
Първите знамена, в които трите български цвята са в днешния порядък, са знамето на Старозогорските въстаници от 1875 г. и знамето на Врачанския комитет от 1876 г.
През 1877 г. Добродетелната дружина във Влашко поръчва ушиването на знамена за всяка от дружините на българското опълчение с хоризонтална подредба на бяло, зелено и червено подобна на днешната. Тези знамена не са използвани в бойните действия, тъй като не са предадени от руските власти на опълченците, но са използвани при новосформирането на Българската земска войска през 1878 г. В същото време Самарското знаме, основното знаме на Българското опълчение, е използвано във войната – то е подарено от град Самара носи трите панславянски цвята – червен, бял и син. 
Върху избора на българско национално знаме оказва най-силно влияние знамето, ушито от дъщерята на Иван Параскевов – Стиляна Параскевова, в румънския град Браила през април 1877 г. Наричано още Браилския трибагреник, то е второто известно опълченско знаме след Самарското. На 8 май в Плоещ е предадено на великия княз Николай Николаевич за българските доброволци, участващи в Руско-турската война. То е квадратно, с лъв и надпис „БЪЛГАРИЯ“ в средата. Знамето не е предадено на българските опълченци нито от великия княз, нито от руските власти и не е използвано във войната. То обаче е развявано на военен парад в Пловдив на 30 август 1878 г. по случай имения ден на руския император. Знамето е присъствало в залата на Учредителното събрание във Велико Търново при гласуването на Търновската конституция. Това знаме днес е част от колекцията знамена на Националния военноисторически музей.
- Знаме на четата на Стефан Караджа.
- Знаме на четата на Филип Тотю.
- Знаме на Раковски, БРЦК и доброволците в Сръбско-турската война.
- Знаме на Старозагорското въстание 1875 г.
- Българско революционно знаме от Априлското въстание.
- Знаме на Троянския комитет на ВРО.
- Самарското знаме.

### След Освобождението
След Освобождението първата българска конституция, приета на 16 април 1879 г., в член 23 определя, че „българското народно знаме е трицвѣтно и състои отъ бѣлъ, зеленъ и червенъ цвѣтове, поставени хоризонтално.“
През 1947 г. към знамето, в левия горен ъгъл на бялото поле, се добавя гербът на Народна република България, който остава до 27 ноември 1990 г. На тази дата текстът в конституцията е променен и гербът е премахнат. Промяната е в сила до приемането на четвъртата конституция на България, където знамето на България се определя в актуалния си вариант. Забележка: Посочените по-долу образци и цветовете в тях не са автентични.
- Българското знаме през 1947 – 1948
- Българското знаме през 1948 – 1967
- Българското знаме през 1967 – 1971
- Българското знаме през 1971 – 1990

## Използване
Националното знаме на Република България е постоянно издигнато на:
- Народното събрание
- Президентството
- Министерствата и другите държавни учреждения, на регионалните структури на министерствата и областните администрации
- Конституционния съд
- Органите на съдебната власт
- Българската народна банка
- Българската национална телевизия и Българското национално радио
- Общините, районите и кметствата, както и на държавните и общинските училища
- Входните и изходните контролно-пропускателни и на митническите пунктове
- Пристанищата, железопътните гари и аерогарите
- Българските дипломатически и консулски представителства

Националното знаме на Република България се издига временно на сградите, където се провеждат сесии на Народното събрание или заседания на общинските съвети, международни конференции или съвещания, общонационални или международни спортни и други състезания от национално значение – през времетраенето им.
Националното знаме на Република България се поставя в предната част вдясно на превозните средства и на предната мачта на плавателните съдове, когато там се намират президентът на републиката, вицепрезидентът, председателят на Народното събрание или министър-председателят.
Националното знаме на Република България се издига в частите на Българската армия и на корабите на Военноморския флот съгласно военните устави.

## Знаме на Българската армия
Бойното знаме на военна част от Българската армия е с размери 120 × 120 cm, еднаква лицева и обратна страна, изработено от коприна, със златистожълти ресни по трите страни. Като външен вид наподобява на бойните знамена от 1881 и 1937 г. Цветове са съчетание от цветовете на националното знаме. В основата му е кръстът от ордена „За храброст“ в червен цвят. В центъра е изобразен златен лъв, обърнат на дясна хералдическа страна, върху щит на бяло поле. В четирите ъгъла на зелено поле са извезани златни лаврови вензели с насочени към центъра инициали „БА“ (Българска армия). В горната част на знамето по средата е извезан текст „За Република България“ или „С нами Бог“. Знамето е прикрепено към дървен прът с дължина 260 cm и диаметър 4 cm, по средата е монтирана месингова гривна, върху която са гравирани номерът, името на частта и датата на връчване на бойното знаме. На горния край на пръта са поставени метално лъвче и 2 сърмени темляка, закрепени на златисти ленти. Няма пленено българско знаме във военни действия.

### Военноморско знаме
Военноморският флаг на Република България е с размери 90 × 60 cm и с цветовете на националното знаме – бяла ивица, не толкова широка, но поне 36 cm и не по-малка, зелена и червена – по 12 cm. В горния ляв ъгъл на бялата ивица е изобразен лъв, обърнат на дясна хералдическа страна. Има и военноморски флаг на президента на Република България, на председателя на Министерския съвет, на министъра на отбраната и на министъра на вътрешните работи. Забележка: посочените по-долу образци и цветовете в тях не са автентични.
- Българското военноморско знаме 1879 – 1949
- Българското военноморско знаме 1949 – 1955
- Българското военноморско знаме 1955 – 1991
- Българското военноморско знаме след 1991

#### Гюйс
Гюйсът, наричан още крепостен флаг, носово знаменце или малък корабен национален флаг, се поставя на носа на военните кораби като заместител на държавния военноморски флаг. Не е ясно кога е създаден първият български гюйс, но така или иначе той липсва в издадения през 1898 г. в Санкт Петербург „Албум на щандартите, флаговете и вимпелите на Руската империя и чуждите държави“. За пръв път се среща в съставения от полковник Богословски „Албум на щандартите и флаговете на чуждестранните държави“, издаден през 1912 г. Представлява бял квадратен плат, с наложени върху него един върху друг червен хералдичен кръст и зелен андреевски кръст.
- Български гюйс 1908 – 1949. Съотношение 1:1
- Български гюйс 1949 – 1955. Съотношение 6:7
- Български гюйс 1955 – 1963. Съотношение 2:3
- Български гюйс 1963 – 1991. Съотношение 1:2
- Български гюйс 1991 – Съотношение 2:3

#### Емблема на ВВС
- 1915 – 1918
- 1937 – 1941
- 1941 – 1944
- 1944 – 1946
- 1946 – 1948
- 1948 – 1992
- настояща

## Галерия с чужди знамена, наподобяващи българското национално знаме
- Знаме на Индия на Махатма Ганди (1921)
- Знаме на град Манисалес, Колумбия
- Знаме на град Немокон, Колумбия
- Знаме на град Сан Игнасио, Парагвай
- Знаме на град Люблин, Полша

- Гюйс на Мексико
- Знаме на Херцогство Анхалт, Германия
- Знаме на град Ипиалес, Колумбия
- Арменско знаме (1885)